# WIG
WIG — польский фондовый индекс. Рассчитывается на Варшавской фондовой бирже. Индекс включает в себя все зарегистрированные на бирже компании. Является старейшим биржевым индексом Польши. Расчёт ведётся с 16 апреля 1991 года с уровня 1000 пунктов.